# Zombie (ordinador)
Un ordinador zombie, o simplement zombie, és un ordinador connectat a Internet la seguretat del qual ha estat compromesa per un pirata informàtic, un virus informàtic, o un cavall de troia. Generalment, la màquina compromesa és només una de moltes en un "botnet", i s'utilitzarà per fer tasques delictives sota la direcció remota d'un tercer. La majoria dels propietaris d'ordinadors zombis no són conscients que el seu sistema s'estigui utilitzant d'aquesta manera. Per aquest motiu, aquests ordinadors es comparen metafòricament amb un zombie.

Avui dia, el principal mètode de distribució de correu brossa — són els ordinadors zombies infectats — en la seva majoria PCs amb Windows.

Els zombies s'han utilitzat extensament per enviar correu brossa, correu electrònic no desitjat - spam en anglès; es calcula que l'any 2005, aproximadament el 50-80% del correu brossa a escala mundial va ser enviat per ordinadors zombies  Arxivat 2008-04-20 a Wayback Machine.. Això permet als spammers evitar ser descoberts i presumiblement redueix les seves despeses en amplada de banda, ja que els propietaris de zombis paguen la seva pròpia amplada de banda.
Per raons similars els zombis també s'utilitzen per cometre frau de clic contra llocs que mostren publicitat que es paga per clic.
Els zombies també s'han fet servir per cometre atacs distribuïts de denegació de servei, com l'atac al servei SPEWS del 2003. El 2002, uns quants llocs web destacas (Yahoo, eBay, etc.) van ser obligats a aturar amb un atac distribuït de denegació servei organitzat per un adolescent canadenc. Al lloc web de Recerca Gibson es parla extensament d'un atac contra grc.com, i l'autor, de 13 anys probablement des de Kenosha, Wisconsin, identificat. Steve Gibson va desmuntar el bot que sembla que havia muntat l'atac, i el va seguir fins al seu al seu origen. En la relació de la seva investigació, es descriu clarament el funcionament d'un 'bot' que controla un canal d'IRC ( Arxivat 2007-11-28 a Wayback Machine.).